# Neoterpes graefiaria
Neoterpes graefiaria är en fjärilsart som beskrevs av George Duryea Hulst 1887. Neoterpes graefiaria ingår i släktet Neoterpes och familjen mätare. Inga underarter finns listade i Catalogue of Life.